# Sprotbrough and Cusworth
Sprotbrough and Cusworth – gmina (civil parish) w Anglii, w hrabstwie ceremonialnym South Yorkshire, w dystrykcie metropolitalnym Doncaster. Leży 24 km na północny wschód od miasta Sheffield i 235 km na północ od Londynu. Miejscowość liczy 12 166 mieszkańców.